# Alfredo Keil
Alfredo Cristiano Keil (Lisboa, Portugal, 3 de juliol de 1850 – Hamburg, Alemanya, 4 d'octubre de 1907) fou compositor i pintor portuguès del Romanticisme. A més de les seves notables obres pictòriques (uns 300 quadres), deixà diverses òperes, d'aquestes representades amb èxit a Lisboa i Torí. Entre aquestes hi figuren:
- Suzanna (1833);
- Donna Branca (1888);
- Irene (1893);
- Serrana (1899).

També va compondre la cantata Pàtria, el poem simfònic Una caçada na corte i l'himne patriòtic A portuguesa. Aconseguí formar un ric museu instrumental, el catàleg del qual es publicà el 1904.